# بيت بلا حنان (فلم)
بيت بلا حنان هو فيلم دراما مصري من إخراج علي عبد الخالق  وبطولة نادية لطفي، هدى سلطان، سمير صبري، عماد حمدي، توفيق الدقن، صلاح نظمي، جميل راتب، هالة فاخر وسعيد صالح.

## نبذة
تسيطر الأم فاطمة على أولادها. يتحداها ابنها الأكبر عصام ويحث إخوته على التصدي لها. يعجب عصام بجارته سهير زوجة الأسطى رجب وتبادله نفس المشاعر ويتورطان في علاقتهما. يتفقان على الزواج بعد أن تحصل على الطلاق. يكتشف الزوج خيانة زوجته. يشتبك مع عصام ويقتله.

## وصلات خارجية
- مقالات تستعمل روابط فنية بلا صلة مع ويكي بيانات
- بيت بلا حنان على موقع الدهليز